# Lachnocapsa spathulata
Lachnocapsa spathulata là một loài thực vật có hoa thuộc họ Brassicaceae.
Loài này chỉ có ở Yemen.
Môi trường sống tự nhiên của chúng là vùng cây bụi khô khu vực nhiệt đới hoặc cận nhiệt đới and vùng nhiều đá.